# Euplectromorpha
Euplectromorpha is een geslacht van vliesvleugeligen uit de familie Eulophidae. De wetenschappelijke naam van dit geslacht is voor het eerst geldig gepubliceerd in 1913 door Girault.

## Soorten
Het geslacht Euplectromorpha omvat de volgende soorten:
- Euplectromorpha acuticlavata Zhu & Huang, 2001
- Euplectromorpha ambositrae Risbec, 1952
- Euplectromorpha angularis Zhu & Huang, 2001
- Euplectromorpha atriflagellum Girault, 1928
- Euplectromorpha bicarinata (Ferrière, 1940)
- Euplectromorpha brevicalcar (Lin, 1963)
- Euplectromorpha brevicornis Ferrière, 1941
- Euplectromorpha clavata (Lin, 1963)
- Euplectromorpha conjuncta Zhu & Huang, 2001
- Euplectromorpha contingens (Lin, 1963)
- Euplectromorpha emeljanovi Yefremova, 2003
- Euplectromorpha euplectriformis (Crawford, 1911)
- Euplectromorpha flava Girault, 1913
- Euplectromorpha formosus Wijesekara & Schauff, 1994
- Euplectromorpha interrupta (Lin, 1963)
- Euplectromorpha jamburaliyaensis Wijesekara & Schauff, 1994
- Euplectromorpha kampalana Ferrière, 1941
- Euplectromorpha karnyi Ferrière, 1941
- Euplectromorpha kiambuensis Ferrière, 1941
- Euplectromorpha laminum Wijesekara & Schauff, 1994
- Euplectromorpha longicalcar Szelényi, 1980
- Euplectromorpha maculata (Ferrière, 1940)
- Euplectromorpha nigromaculatus (Ashmead, 1904)
- Euplectromorpha nympha Girault, 1928
- Euplectromorpha pallida Boucek, 1966
- Euplectromorpha seyrigi Risbec, 1952
- Euplectromorpha simplicicornis (Lin, 1963)
- Euplectromorpha striolata Ferrière, 1941
- Euplectromorpha unifasciata Girault, 1913
- Euplectromorpha variegata Ferrière, 1941